# 川内町 (桐生市)
川内町（かわうちちょう）は、群馬県桐生市の町名である。川内町一丁目から川内町五丁目が設置されている。郵便番号は376-0041。

## 地理
桐生市の中西部に位置する。旧川内村から高津戸の一部（現在のみどり市大間々町高津戸）を除いた地区にあたり、桐生市第十六区に属する。東北部は梅田町に、東部は宮本町・堤町に、南部は渡良瀬川を境として相生町に、西部はみどり市大間々町高津戸・大間々町長尾根に、北部は大間々町小平にそれぞれ接する。
南を渡良瀬川、三方を足尾山地の山々に囲まれている。鳴神山、吾妻山などが連なり、渡良瀬川の支流である山田川や小倉川が南に流れる。鳴神山はカッコソウの自生地として知られており、鳴神山とカッコソウは桐生川内郵便局の風景印の図案に用いられている。
- 山岳：足尾山地、鳴神山、吾妻山

- 河川：渡良瀬川、山田川、名久木川、小倉川

## 歴史
山田川の上流は、かつて仁田山と呼ばれ仁田山紬の産地として知られた。山田郡仁田山村は現在の川内町五丁目の一部にあたり、白滝姫伝説で知られる白滝神社がある。
仁田山村は、1598年（慶長3年）に上仁田山村、中仁田山村、下仁田山村に分かれ、1873年（明治6年）に上仁田山村、中仁田山村、下仁田山村、名久木村が合併して山田村となり、1889年（明治22年）4月1日に東小倉村、西小倉村、須永村、高津戸村、山田村が合併して川内村となる。
1954年（昭和29年）10月1日に川内村の一部が桐生市に編入したことで、新たに「川内町」となった。

## 世帯数と人口
2022年（令和4年）2月28日現在の世帯数と人口は以下の通りである。
| 丁目         | 世帯数    | 人口    |
| ------------ | --------- | ------- |
| 川内町一丁目 | 460世帯   | 992人   |
| 川内町二丁目 | 846世帯   | 1,912人 |
| 川内町三丁目 | 845世帯   | 2,033人 |
| 川内町四丁目 | 303世帯   | 658人   |
| 川内町五丁目 | 1,152世帯 | 2,355人 |
| 計           | 3,378世帯 | 7,224人 |

## 小・中学校の学区
市立小・中学校に通う場合、学区（校区）は以下の通りとなる。
| 町丁         | 区域 | 小学校             | 中学校             |
| ------------ | ---- | ------------------ | ------------------ |
| 川内町一丁目 | 全域 | 桐生市立川内小学校 | 桐生市立川内中学校 |
| 川内町二丁目 | 全域 | 桐生市立川内小学校 | 桐生市立川内中学校 |
| 川内町三丁目 | 全域 | 桐生市立川内小学校 | 桐生市立川内中学校 |
| 川内町四丁目 | 全域 | 桐生市立川内小学校 | 桐生市立川内中学校 |
| 川内町五丁目 | 全域 | 桐生市立川内小学校 | 桐生市立川内中学校 |

## 交通
町内に群馬県道が2路線通じている。群馬県道338号駒形大間々線によってみどり市大間々町高津戸に、群馬県道342号川内堤線によって堤町に、渡良瀬川に架かる相川橋によって相生町と結ばれている。四丁目のみ主要交差点が存在せず交通信号機が設置されていない。
鉄道と国道は通じておらず、至近の鉄道駅は渡良瀬川対岸のわたらせ渓谷鐵道の運動公園駅である。おりひめバス川内線が桐生駅と相老駅方面に通じ、おりひめバスの中央幹線や広沢線など各系統に接続している。
- 路線バス
  - おりひめバス川内線

- 県道
  - 群馬県道338号駒形大間々線
  - 群馬県道342号川内堤線

## 施設
- 一丁目
  - 赤城神社（東小倉）
  - 小倉会館
  - 千手寺
  - 東禅寺
  - 特別養護老人ホーム思いやり
  - 老人保健施設かがやき
- 二丁目
  - 川内町二丁目鷹ノ巣集会所
  - 鷹ノ巣団地
  - 桐生信用金庫川内支店
  - 赤城神社（西小倉）
  - 崇禅寺
  - 桐生自然観察の森
- 三丁目
  - 川内町三丁目集会所
  - 永明寺
  - 桐生市立川内小学校
  - 桐生市立川内南幼稚園
  - 新堀団地
  - 川内駐在所
  - 雲祥寺
  - 三島神社
  - 聖クララ会修道院
- 四丁目
  - 川内町四丁目集会所
- 五丁目
  - 川内公民館
  - 桐生市立川内中学校
  - 川内長寿センター
  - 川内忠霊塔
  - 山田集会所
  - 観音寺
  - 群馬県営住宅川内団地
  - 桐生市営住宅川内町五丁目団地
  - 桐生市消防団第16分団
  - 川内郵便局
  - 桐生みやま園
  - 八幡宮
  - 川内町五丁目第二町会集会所
  - 宝徳寺
  - 延命寺
  - 白滝神社
  - 勇進会館
  - 赤城神社（山田）
  - 高源寺
  - 名久木集会所